# Nemocoris fallenii
Nemocoris fallenii är en insektsart som beskrevs av R. F. Sahlberg 1848. Nemocoris fallenii ingår i släktet Nemocoris, och familjen bredkantskinnbaggar. Arten är reproducerande i Sverige.